# نانکانگ
نانکانگ (انگلیسی: Nankang Rubber Tire) شرکت تایرسازی تایوانی است، که در سال ۱۹۵۹ تأسیس شد.